# ツォイ (小惑星)
ツォイ (2740 Tsoj) は小惑星帯にある小惑星。リュドミーラ・ジュラヴリョーワがクリミア天体物理天文台で発見した。
ロシア人のロックミュージシャン、ヴィクトル・ツォイ（Виктор Робертович Цой, 1962年 - 1990年）に因んで名付けられた。